# 72

72(칠십이)는 71보다 크고 73보다 작은 자연수다.

## 수학
- 합성수로, 그 약수는 총 12개다. (1, 2, 3, 4, 6, 8, 9, 12, 18, 24, 36, 72)
  - 72의 진약수의 합은 123이므로, 72는 과잉수다.
- 두 쌍둥이 소수(71, 73) 사이의 수다.
- {\displaystyle 72=13+17+19+23}
  - 연속하는 네 소수(素數)의 합으로 나타낼 수 있으며, 이 성질을 지닌 앞의 수는 60, 다음 수는 88이다.
- {\displaystyle 72=5+7+11+13+17+19}
  - 연속하는 소수(素數) 6개의 합으로 나타낼 수 있으며, 이 성질을 지닌 앞의 수는 56, 다음 수는 90이다.
- {\displaystyle 72=8\times 9}
  - 연속하는 두 자연수의 곱으로 나타낼 수 있으며, 이 성질을 지닌 앞의 수는 56, 다음 수는 90이다.
  - 구구단에서 72를 나타내는 방법은 8단으로 {\displaystyle 8\times 9=72}, 9단으로 {\displaystyle 9\times 8=72}의 두 가지다. 구구단으로 나타내는 방법이 두 가지인 가장 큰 수다.
- {\displaystyle 72=2^{3}+4^{3}}
  - 연속하는 두 짝수의 세제곱합으로 나타낼 수 있는 가장 작은 자연수이며, 이 성질을 지닌 다음 수는 280이다.
  - 연속하는 두 개의 {\displaystyle 2^{n}}의 세제곱합으로 나타낼 수 있는 가장 작은 자연수이며({\displaystyle n}은 자연수), 이 성질을 지닌 다음 수는 576이다.
- {\displaystyle 72=3^{4}-3^{2}}
- {\displaystyle {\frac {1}{72}}=0.013{\underline {8}}\cdots } (하선부는 순환마디. 그 길이는 1)
- 72는 가장 작은 아킬레스 수로, 강력수(모든 소인수에 거듭제곱이 포함된 자연수) 중 거듭제곱수가 아닌 가장 작은 수다. 유일한 두 자리 아킬레스 수이며, 다음 아킬레스 수는 108이다.
  - {\displaystyle {\sqrt {72}}=6{\sqrt {2}}=8.48528\cdots }
- 8번째 고도 토티엔트 수다. 앞의 고도 토티엔트 수는 48, 다음은 144다.
- 3번째 이십오각수다. 앞의 이십오각수는 25, 다음은 142이다.
- 2자리수의 자연수 중에서 60, 84, 90, 96과 대등해, 가장 많은 약수를 가진다(모두 정의 약수는 12개). 또 108도 같이 12개의 정의 약수를 가져, 120까지는 12개를 넘는 약수를 가지는 합성수는 없다.
- 72° = ⁠π/5⁠(라디안). 이것은 ⁠1/5⁠주이며, 즉 정오각형의 중심각이며, 즉 그 외각이다.

## 과학
- 하프늄(Hf)의 원자번호.
- 성인의 안정시의 심박수는 평균 약 72회/분이다.
- NGC 72: 안드로메다자리 방향에 있는 나선은하.
- 72 페로니아: 소행성.
- M72는 구상성단이다.

## 교통
- 고속도로
  - 주간고속도로 제72호선: 미주리주 핸니발(영어판)에서 일리노이주 섐페인까지 이어지는 미국의 주간고속도로.
  - 유럽 고속도로 72호선: 프랑스 보르도에서 툴루즈까지 이어지는 고속도로. 현재 프랑스 오토루트 62호선(영어판)으로 지정되어 있다.
  - 아우토반 72호선: 독일의 고속도로.
- 국도 제72호선
  - 미국 72번 국도
- 기타 도로
  - 현도 제72호선

## 군사
- U-72: 독일의 군용 잠수함. 제1차 세계 대전에 사용된 1915년제 모델(영어판)과 제2차 세계 대전에 사용된 1940년제 모델(영어판)이 있다.

## 문화유산
- 대한민국의 국보 제72호: 금동계미명삼존불입상
- 대한민국의 보물 제72호: 산청 단속사지 동 삼층석탑

## 방송
- 스카이라이프의 월드클래식무비 채널 번호.
- 지니 TV의 ENA 스토리 채널 번호.
- B tv의 OCN 무비스 채널 번호.
- U+ TV의 더라이프2 채널 번호.
- LG헬로비전의 에이플드라마 채널 번호.
- B tv 케이블의 채널에버 채널 번호.
- KT HCN의 CMC TV 채널 번호.

## 기타
- 날짜: 7월 2일
- 연도: 72년, 기원전 72년
- ‘무엇’을 뜻하는 일본어 단어 ‘나니(何)’, ‘여름’을 뜻하는 일본어 단어 ‘나츠(夏)’의 숫자 고로아와세.